# Collet Redó
El Collet Redó és una muntanya de 461 metres que es troba al municipi de la Figuera, a la comarca catalana del Priorat.